# Prosper de Tournefort
Prosper de Tournefort (né à Villes-sur-Auzon (Vaucluse) le 22 décembre 1761 mort à Limoges le 7 mars 1844 est un ecclésiastique français qui fut évêque de Limoges de 1824 à sa mort.

## Biographie
Prosper de Tournefort originaire de Villes-sur-Auzon dans le département de Vaucluse, est le fils de Joachim Tournefort (1727-1803) et de Marie-Marguerite Ribaud (1731-1786). Il étudie le droit à l'université d'Aix-en-Provence sous Jean-Étienne-Marie Portalis. Avocat et membre de « l'Assemblée représentative du Venaissin », il suit en Italie le vice-légat pontifical Filippo Casoni et n'entre dans la carrière ecclésiastique qu'à l'âge de 39 ans. D'abord chanoine à Lyon, grand vicaire à Troyes, curé de Compiègne en 1816 puis vicaire général à Metz avec Jean-Baptiste Dubois qui le fait venir avec lui à Dijon en 1820. Il est désigné comme évêque de Limoges en 1824 et confirmé le 21 mars 1825 avant d'être consacré en mai. Il publie des statuts synodaux en 1838 et meurt en 1844.

## Héraldique
Les armoiries de Tournefort sont: d'azur à la tour donjonnée d'argent, maçonnée de sable, accostée de deux lions affrontés d'argent.